# Lipogramma klayi
Lipogramma klayi is een straalvinnige vissensoort uit de familie van de feeënbaarzen (Grammatidae). De wetenschappelijke naam van de soort werd in 1963 gepubliceerd door John Ernest Randall.

## Beschrijving
Lipogramma klayi wordt ongeveer 4 cm lang. De vis is tweekleurig: de voorste helft van het lichaam is paars, het achterste deel is volledig geel. Dit patroon komt ook voor bij enkele soorten dwergzeebaarzen. Lipogramma klayi kan onderscheiden worden door een meer geleidelijke overgang van de twee kleuren. Daarnaast leven ze in totaal verschillende gebieden.

## Verspreiding
De soort leeft in het westen van de Atlantische Oceaan rond de Bahama's en langs de kusten van Centraal-Amerika, en werd ook ten noorden van de kust van Zuid-Amerika waargenomen. De vis leeft rondom koraalriffen en bij rotsen. Hij komt voor op dieptes van 45 tot 145 meter.